# Моосте
Моосте (эст. Mooste, нем. Moisekatz) — посёлок в волости Пылва в уезде Пылвамаа на юго-востоке Эстонии. По данным переписи 1 января 2020 года в посёлке проживало 454 человека, а плотность составляла 207,84 чел./км² (8 чел./км² вокруг Моосте). Площадь посёлка составляет 2,04 км². Посёлок Моосте расположен в 42 километрах к юго-востоку от второго по величине эстонского города Тарту на одноименном озере площадью 10,4 гектара.

## География
Местность вокруг Моосте ровная. Центр посёлка находится на высоте 52 метра. Самая высокая точка в окрестностях находится на высоте 72 метра над уровнем моря, в 1,0 км к юго-востоку от Моосте. Ближайший крупный к посёлку город — Пылва, расположенный в 12,9 км к юго-западу от Моосте. Местность Моосте представляет собой смесь сельскохозяйственных угодий и естественной растительности.

## Климат
Среднегодовая температура в регионе составляет 6,5 °C. Самый тёплый месяц — июль, когда средняя температура составляет 18,4 °C, а самый холодный — февраль с –4,5 °C.

## Демография
Ниже вы можете увидеть демографические изменения с 2000 по 2020 годы.
| 2000 | 2011 | 2012 | 2019 | 2020 |
| ---- | ---- | ---- | ---- | ---- |
| 464  | ↘399 | ↗450 | ↘424 | ↗454 |

## Мыза
Поселение было впервые упомянуто в 1242 году, а первое письменное упоминание о мызе (эст. Mooste mõis) датируется 1561 годом. Тогда мыза принадлежала местному члену остзейского дворянства и оставался в руках различных дворянских семей в течение последующих 121 года. В 1682 году, во времена шведского владычества в Эстонии, поместье стало государственной собственностью. После Великой Северной войны мыза оказалась в составе Ревельской Губернии Российской Империи и была передана Петром Великим Павлу Ягужинскому. Позже, однако, мыза снова принадлежала остзейским дворянским семьям. После провозглашения независимости Эстонии в 1919 году и последовавшей за этим земельной реформой мыза стала государственной собственностью. Сегодня здесь находится школа, основанная в 1766 году.
Хоть мыза и датируется 16 веком, нынешнее главное здание построено значительно позднее — оно датируется где-то между 1900 и 1910 годами и спроектированное рижским архитектором Августом Рейнбергом в хейматском стиле. В здании до сих пор осталось много элементов интерьера того времени. Помимо главного здания, несколько хорошо сохранившихся хозяйственных построек составляют необычайно величественный усадебный ансамбль.
Сегодня на территории мызы также находится отель, в котором есть гостевой дом и ресторан, а также театр и художественный центр, запущенный в 2001 году.

## Галерея

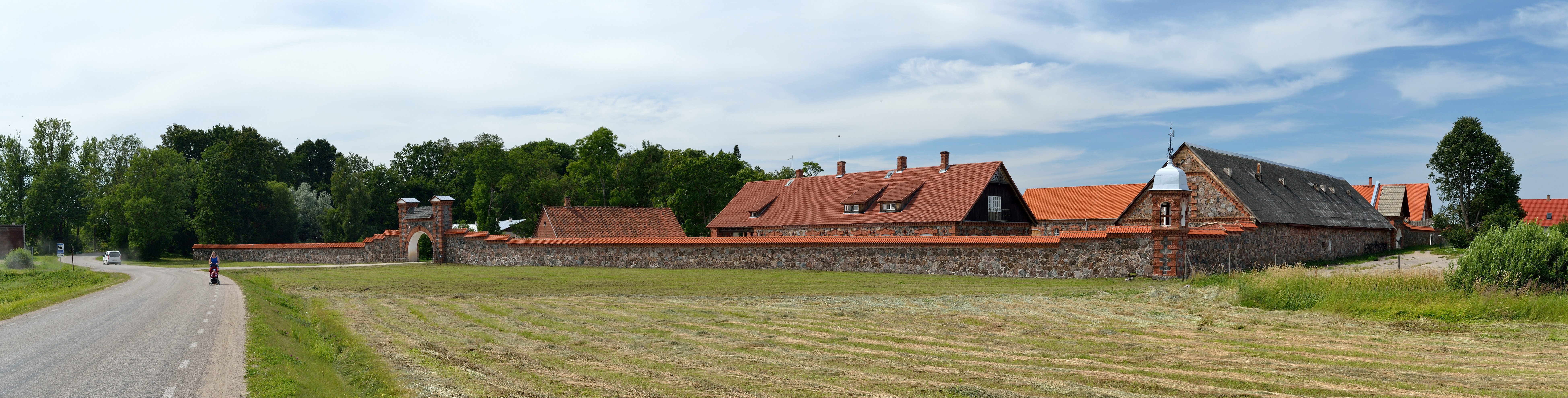
Панорама

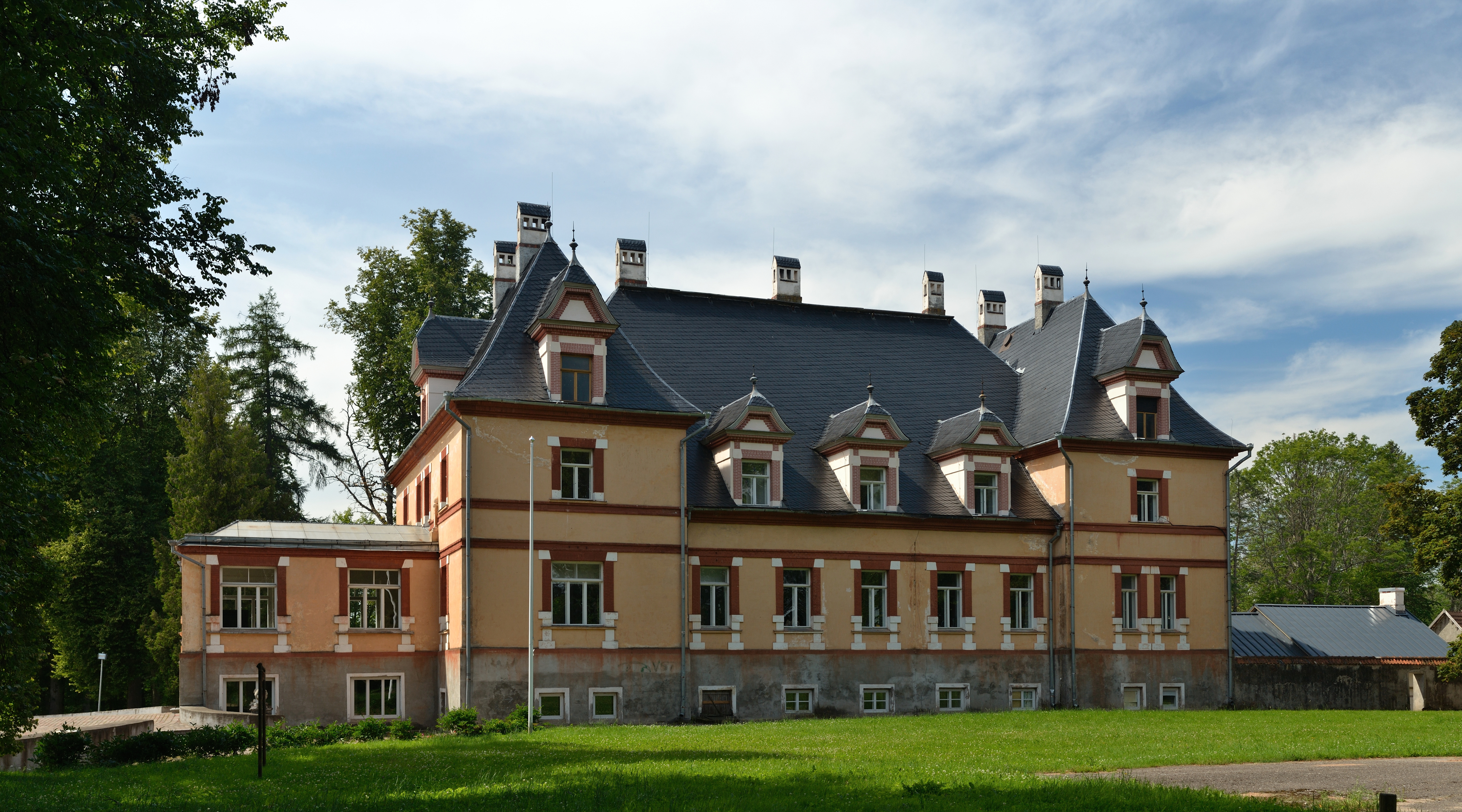
Главное здание мызы (сейчас — школа)
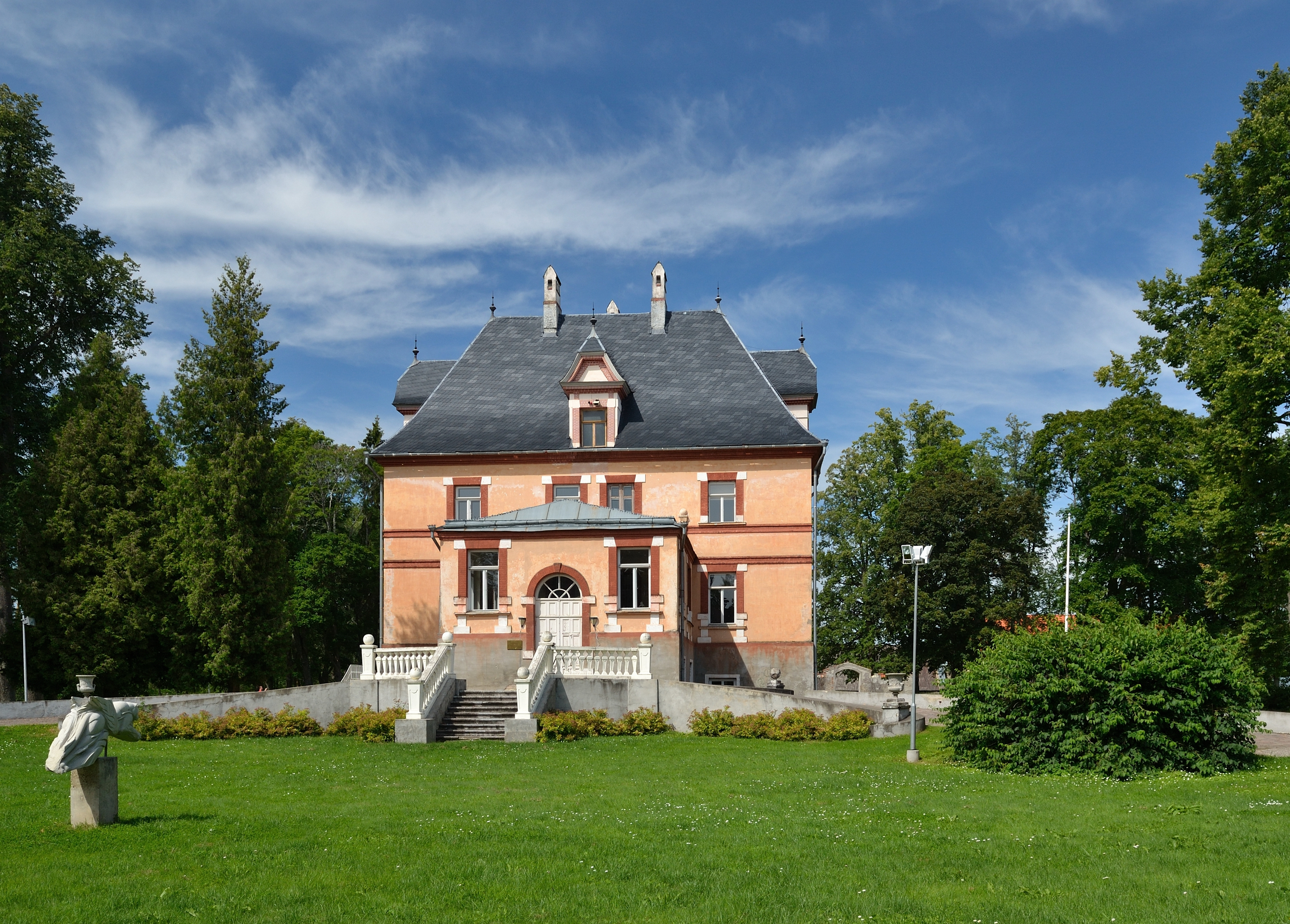
Главное здание мызы (сейчас — школа)
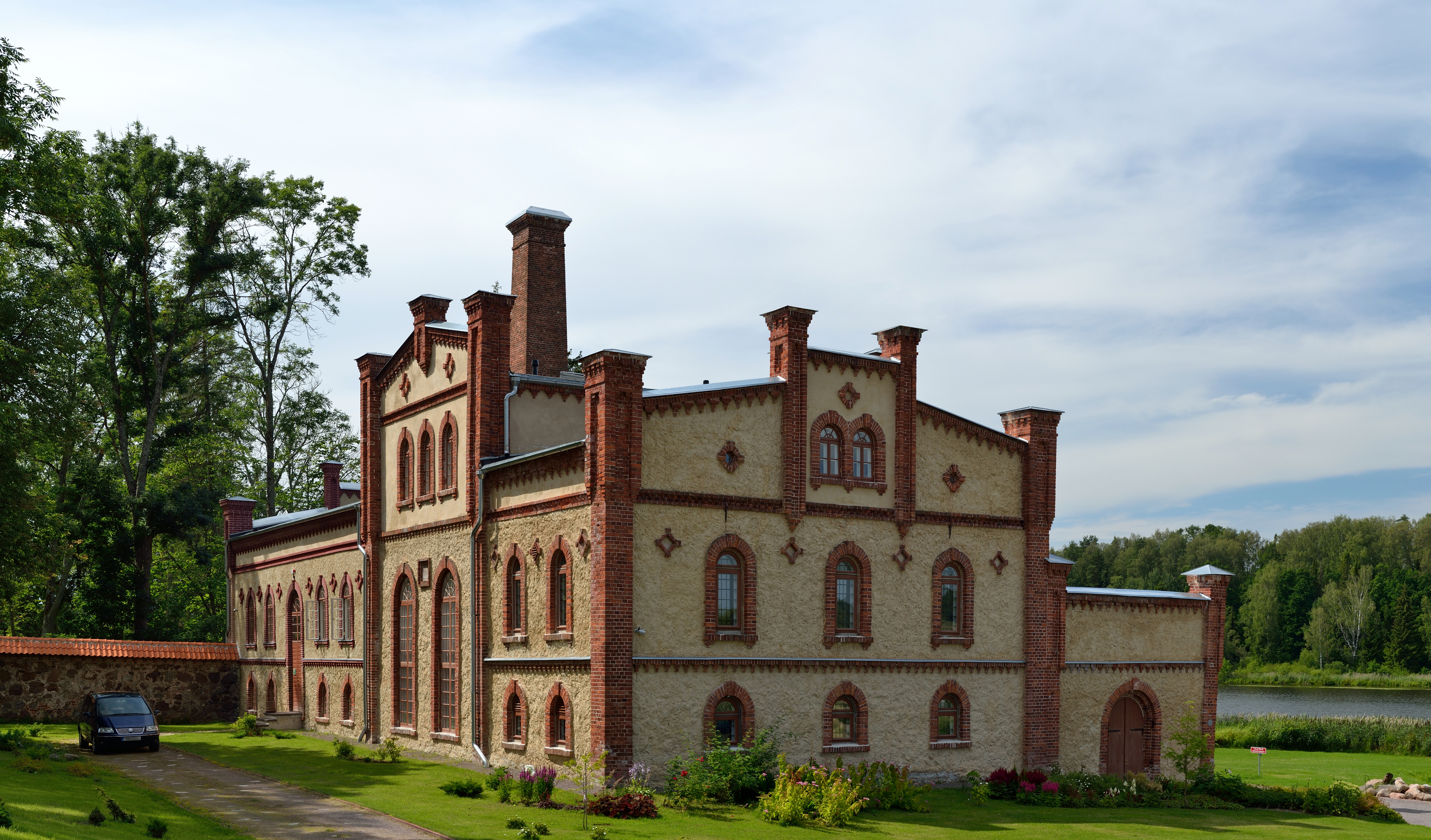
Винокурня
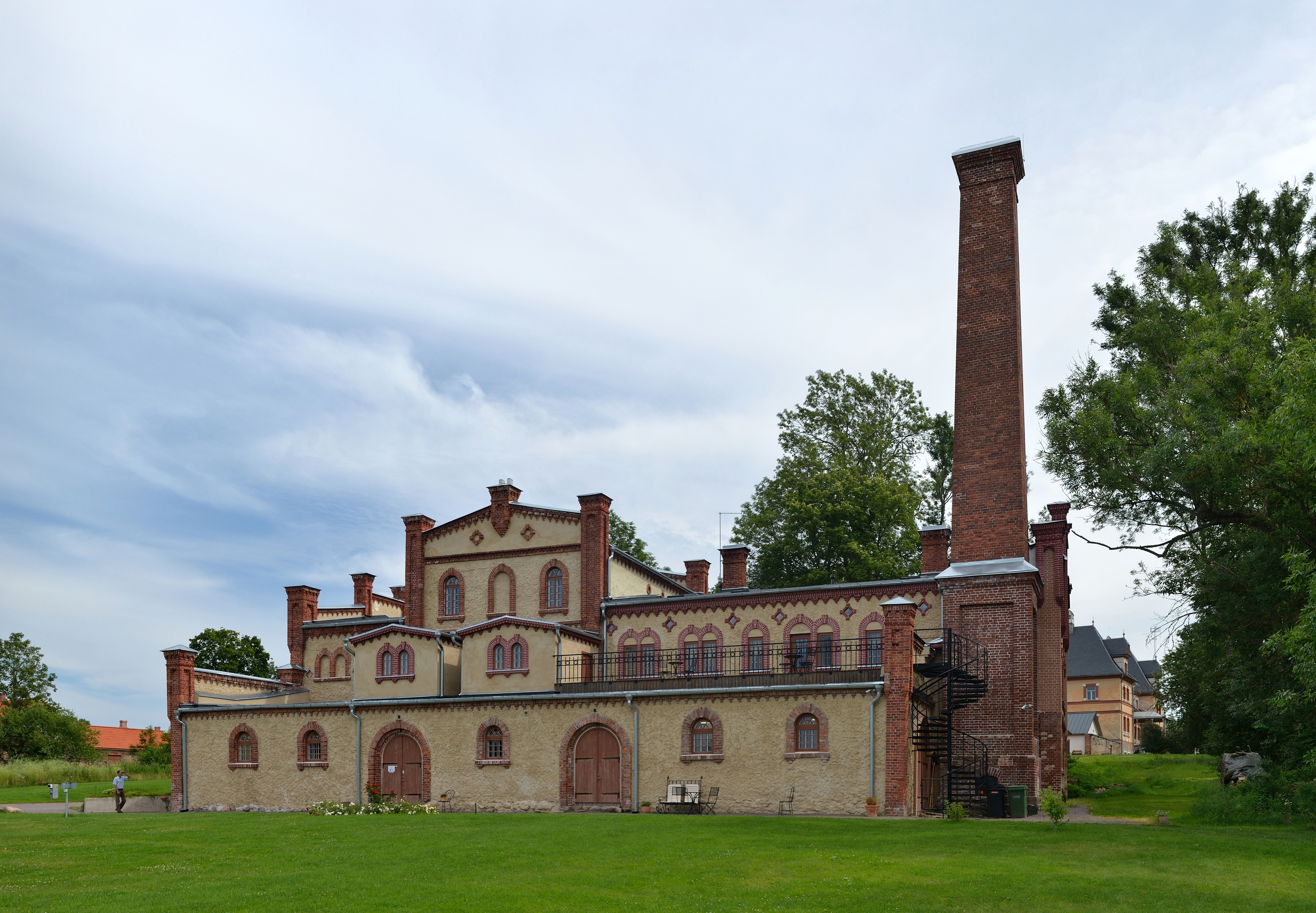
Винокурня
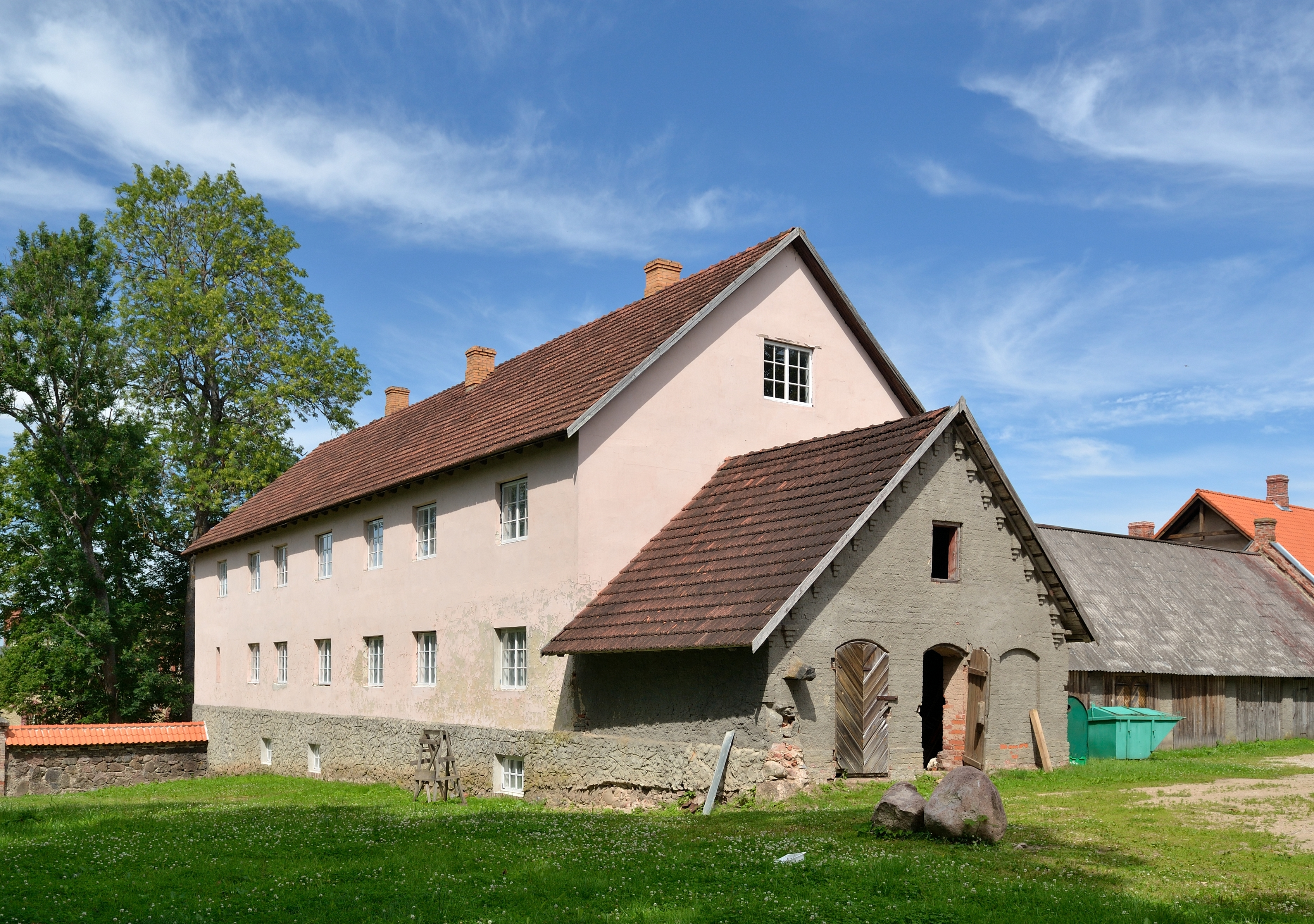
Виноводочный погреб
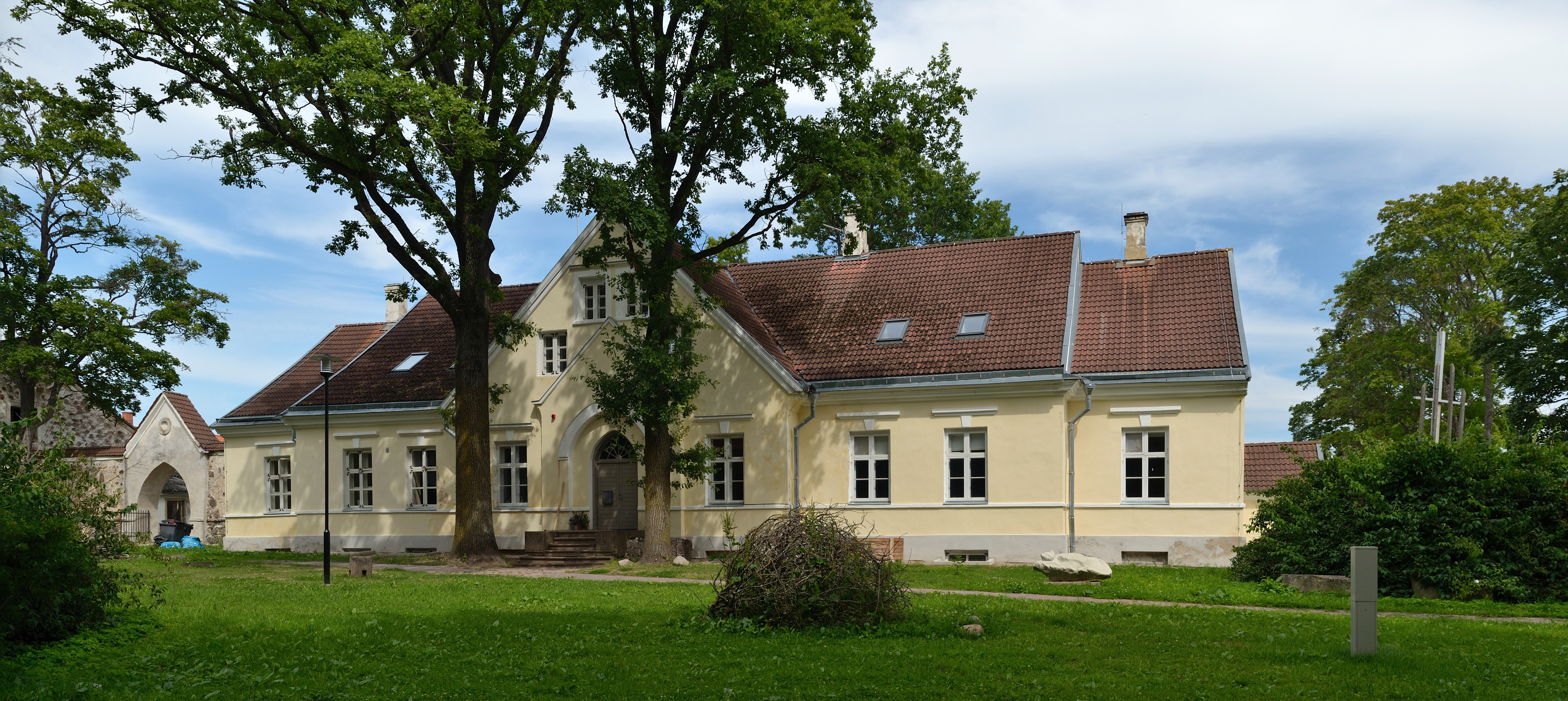
Дом управляющего мызой
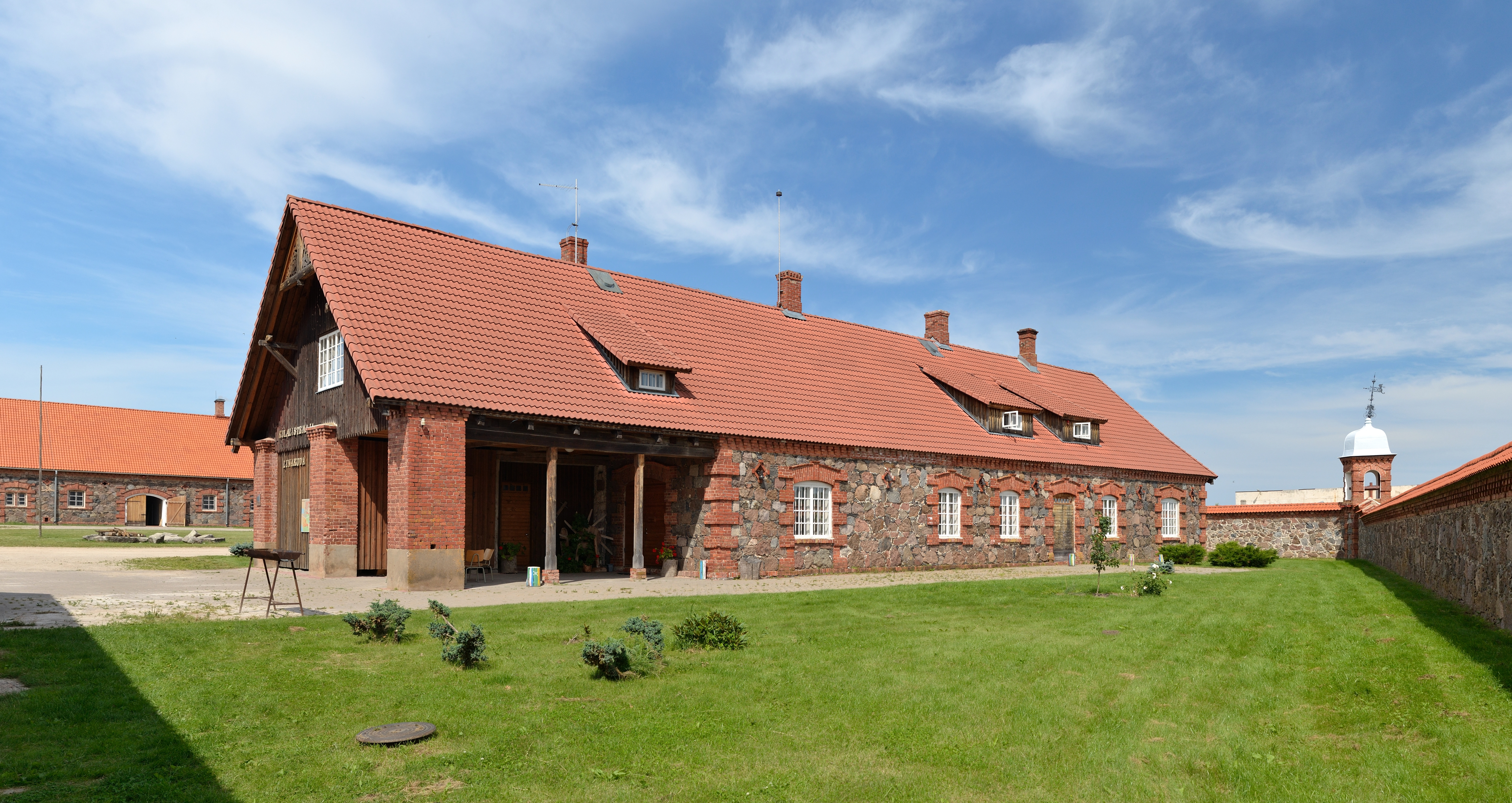
Деревообрабатывающая мастерская
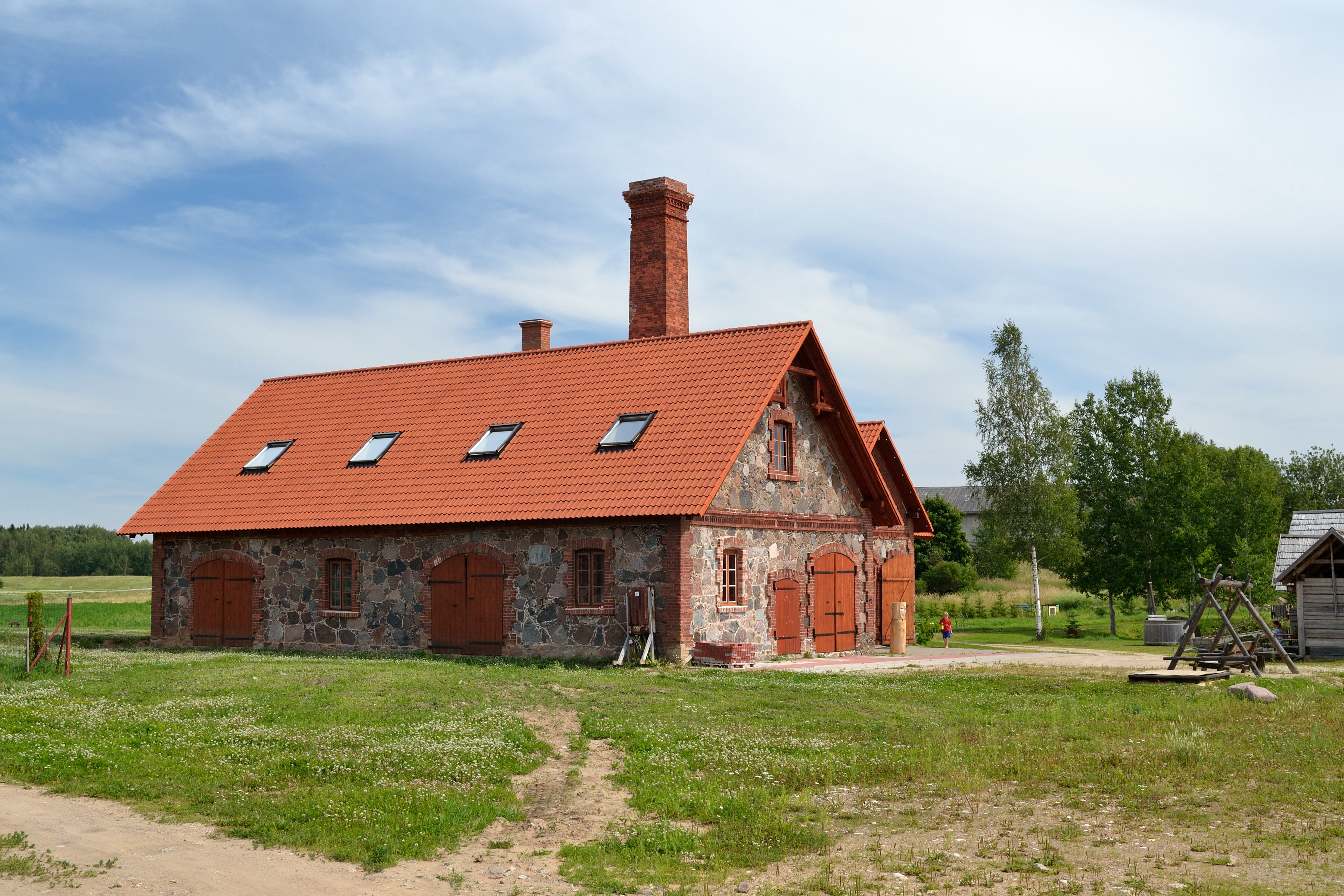
Паровая мельница с котельной
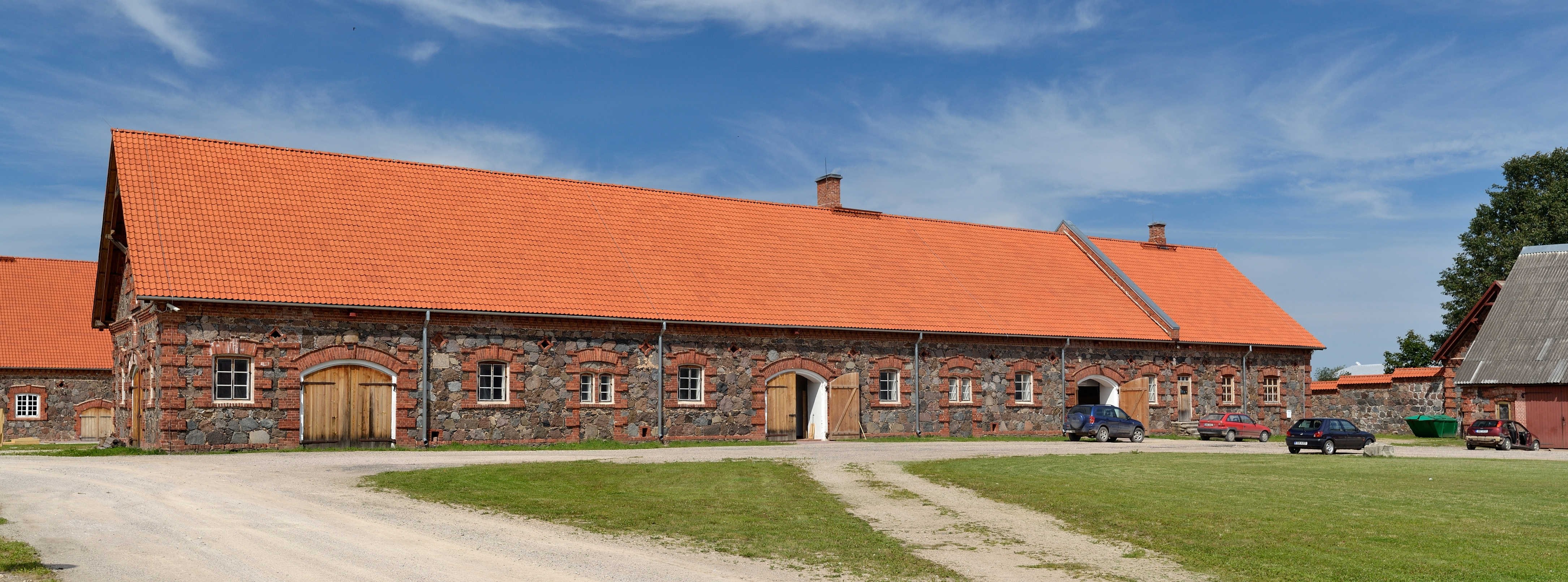
Конюшня
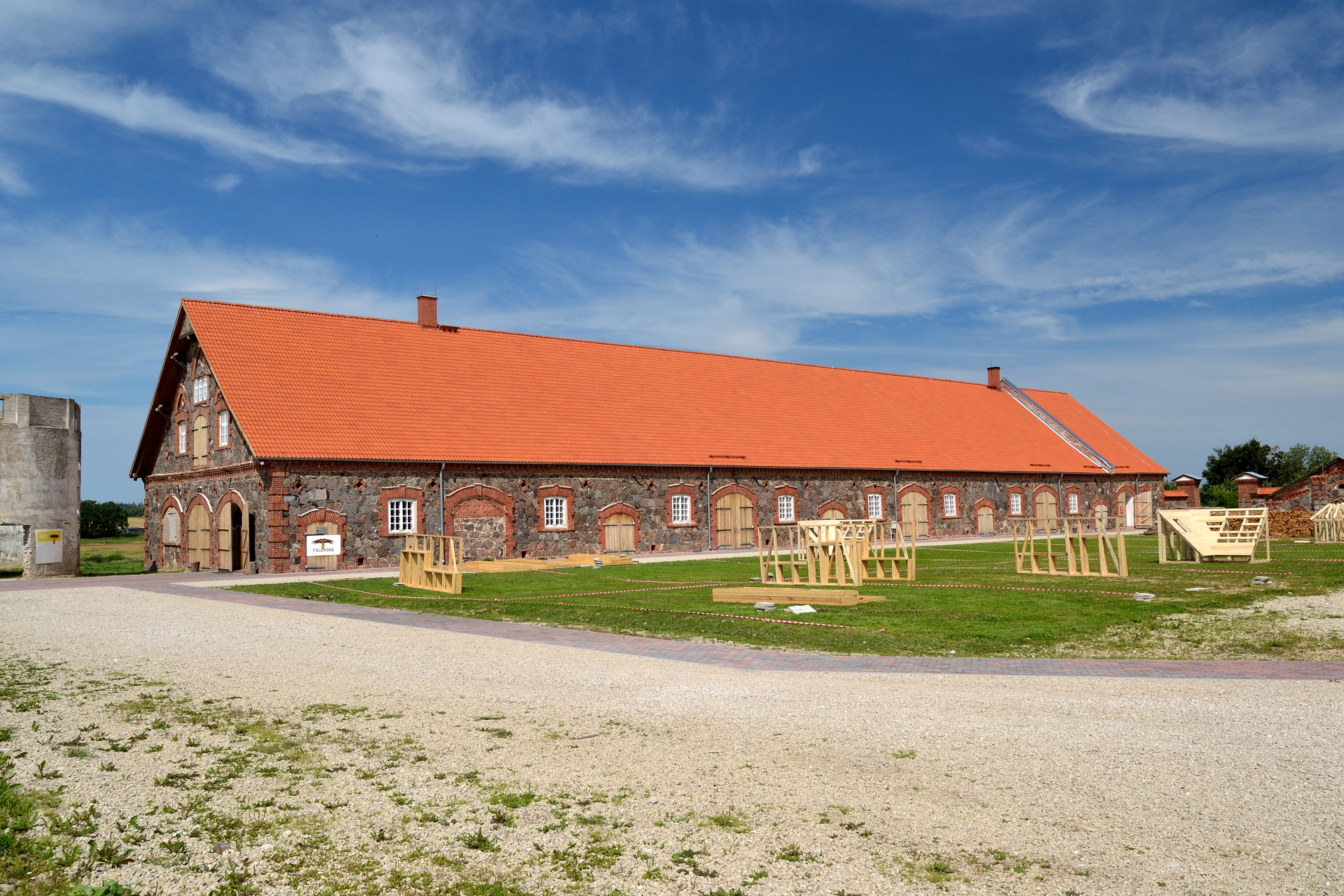
Амбар
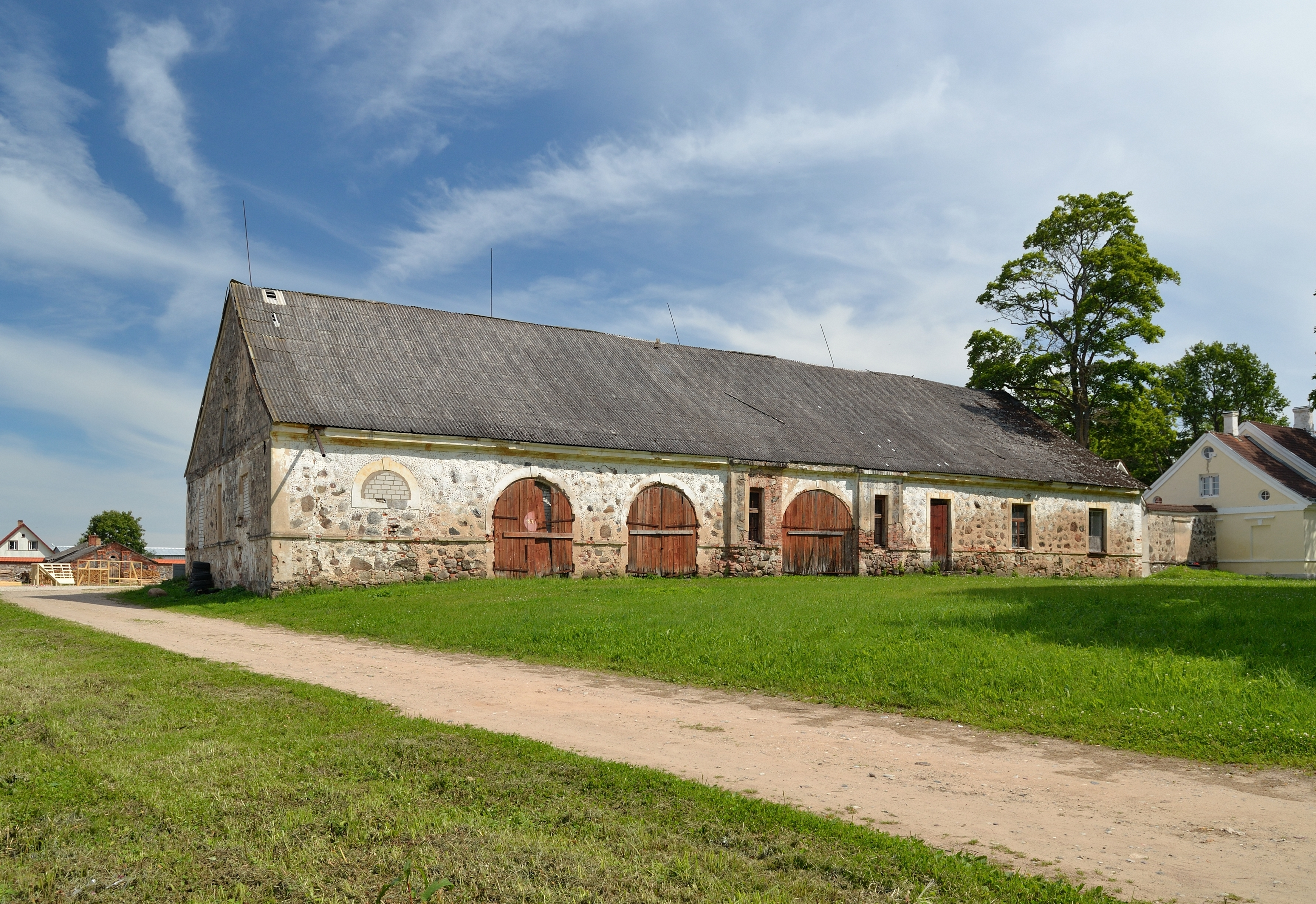
Каретный сарай
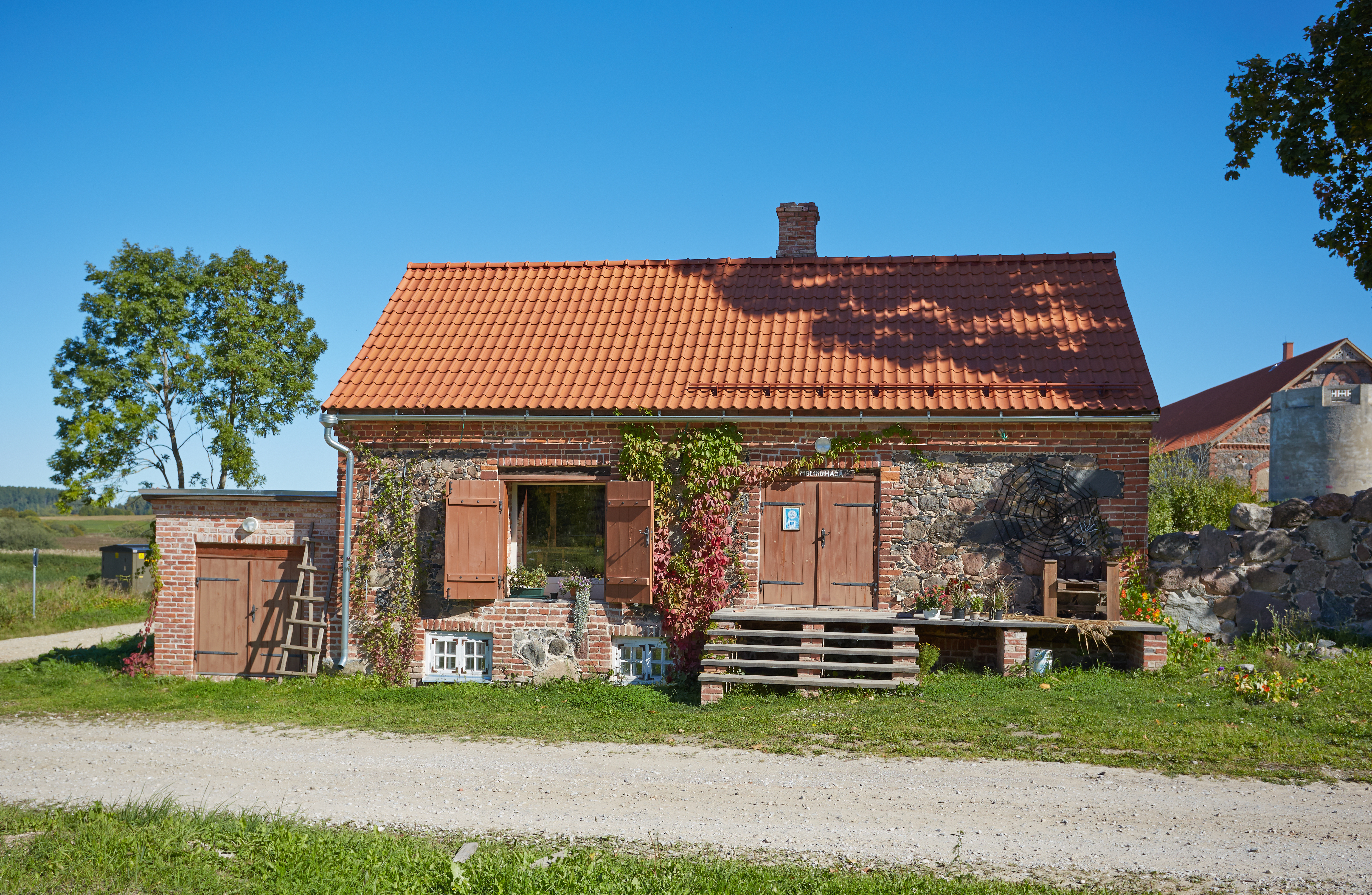
Сарай для инструментов
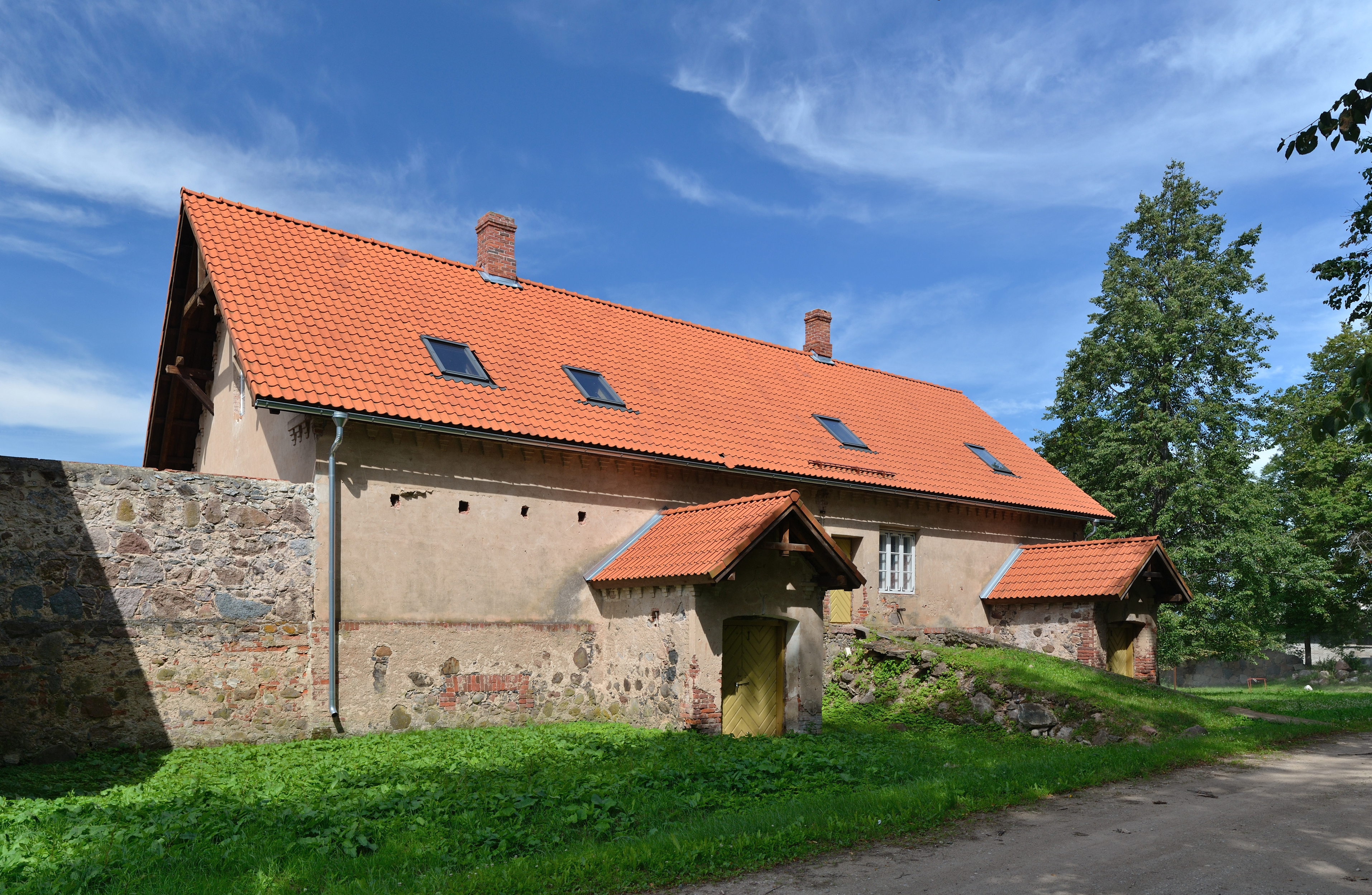
Молочная ферма
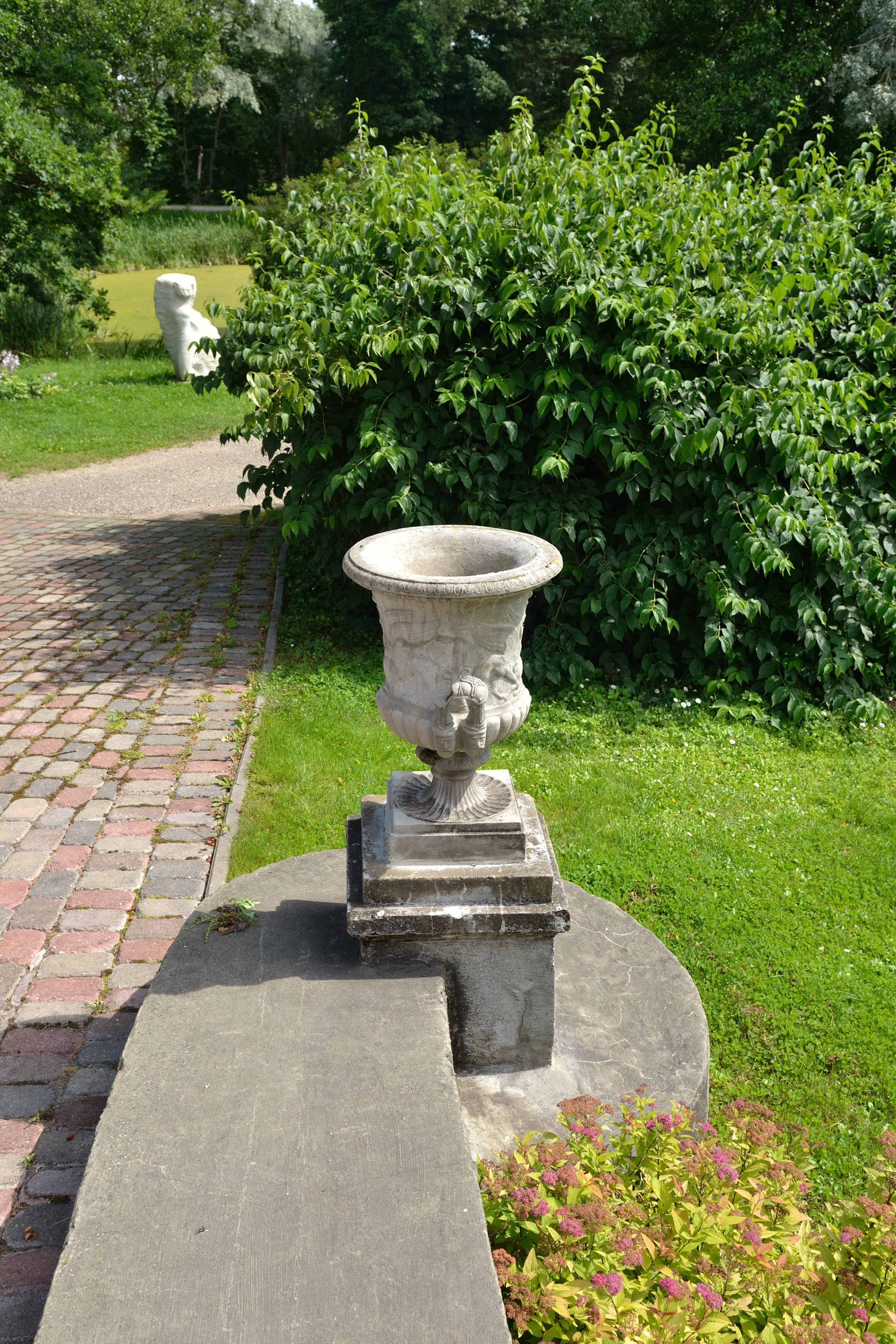
Парк
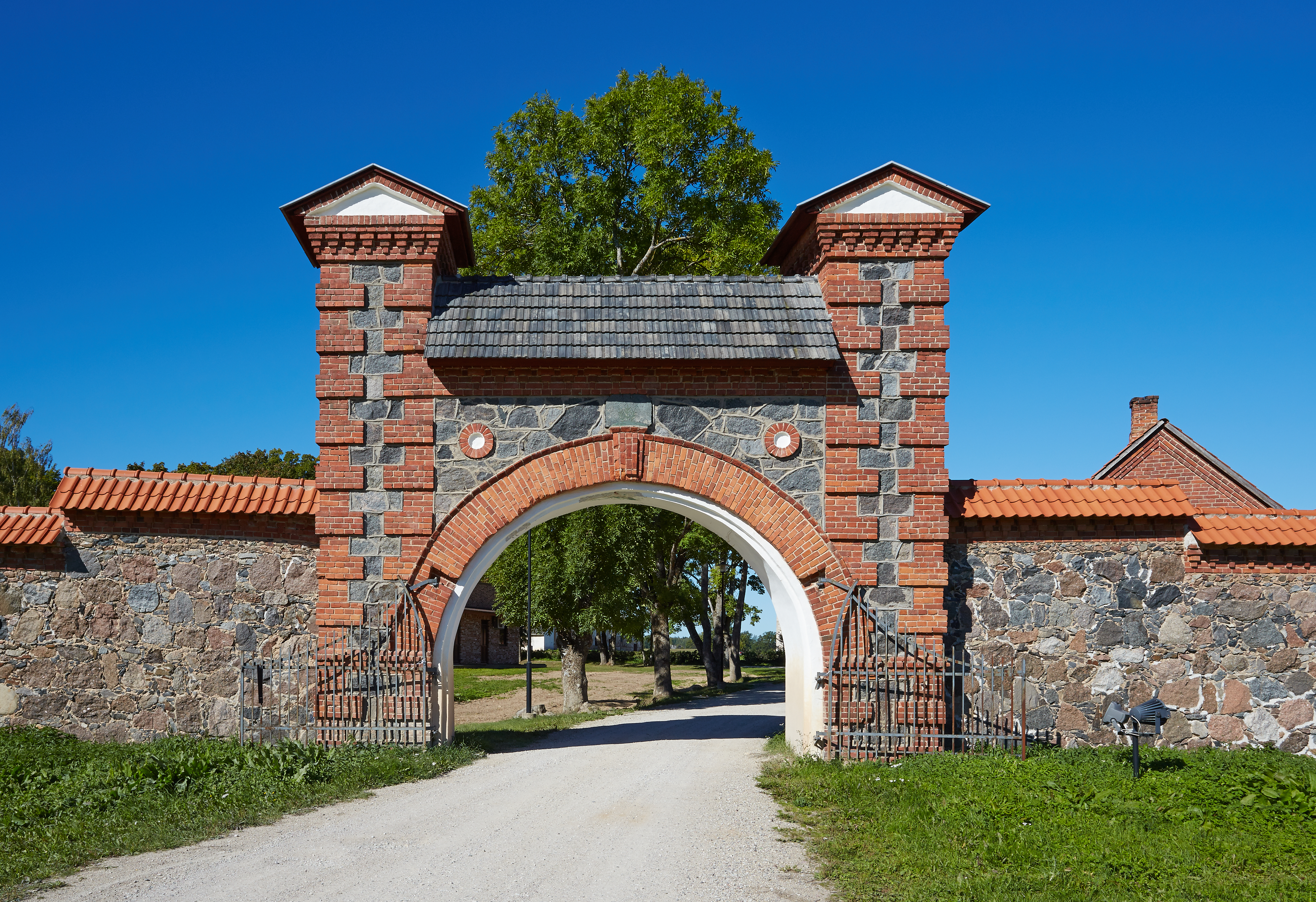
Вход на территорию мызы
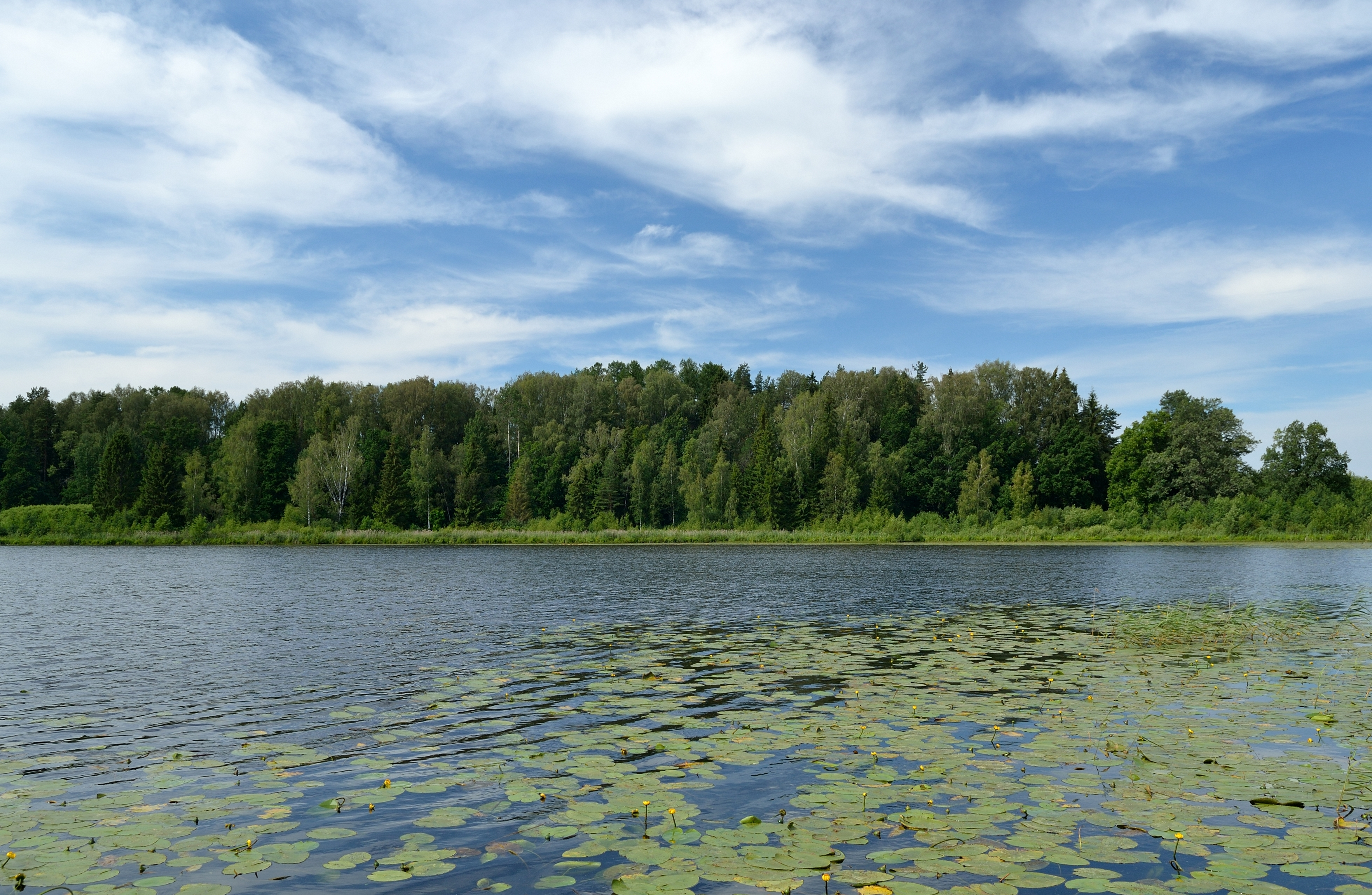
Вид на озеро Моосте